# Associazione Sportiva Ambrosiana-Inter 1934-1935
Questa voce raccoglie le informazioni riguardanti l'Associazione Sportiva Ambrosiana-Inter nelle competizioni ufficiali della stagione 1934-1935.

## Stagione
Concluso il torneo precedente alle spalle della Juventus per una manciata di punti, nell'estate 1934 la formazione milanese affidò a un altro magiaro — con Feldmann in sostituzione del connazionale Weisz — le proprie redini tecniche: dopo un periodo iniziale culminato nella crisi del mese di novembre, Meazza e soci recuperarono terreno sul finire del girone d'andata portandosi a 3 lunghezze dalla capolista Fiorentina. A scuotere l'ambiente soggiungeva frattanto, il 17 febbraio 1935, la morte del calciatore Francesco Frione per una polmonite contratta in seguito alla trasferta di Napoli e mai guarita; un nome, il suo, inserito anni dopo dallo storico vicepresidente Giuseppe Prisco nella personale squadra titolare all-time in posizione di mezzala.
Fallita in primavera l'occasione di sorpasso in classifica alle summenzionate rivali — impattando a domicilio coi torinesi il 31 marzo — l'Ambrosiana-Inter si riscattò con il derby meneghino del 14 aprile, utile a mantenere tuttavia il comando del campionato per una sola settimana; dopo un maggio con alterne vicende, nerazzurri e sabaudi erano ancora affiancati ex aequo in previsione dell'ultima giornata fissata per domenica 2 giugno 1935.
Attesi i lombardi nella capitale dalla Lazio, i piemontesi furono di scena in Toscana contro gli stessi viola posizionando — su idea della propria dirigenza — un telefono a bordocampo per mantenersi in collegamento con lo stadio romano circa l'andamento della gara: all'immediato vantaggio di Porta replicarono l'ex Levratto e Piola, con il centravanti novarese a perfezionare una tripletta nei minuti finali (cui Meazza tentò vanamente di rispondere) quasi in contemporanea al gol juventino che determinò la vittoria del tricolore per la compagine bianconera. I 42 punti totalizzati in graduatoria, contro i 44 dell'opponente, concorsero a uno scenario identico a quello del recente biennio intensificando ulteriormente un già acceso dualismo agonistico.

## Rosa
| N. |                      | Ruolo | Calciatore          |
| -- | -------------------- | ----- | ------------------- |
|    | Italia (bandiera)    | P     | Carlo Ceresoli      |
|    | Italia (bandiera)    | D     | Giuseppe Ballerio   |
|    | Italia (bandiera)    | D     | Ferruccio Ghidini   |
|    | Italia (bandiera)    | D     | Luigi Allemandi     |
|    | Uruguay (bandiera)   | D     | Ernesto Mascheroni  |
|    | Italia (bandiera)    | D     | Paolo Agosteo       |
|    | Argentina (bandiera) | D     | Félix Demaría       |
|    | Italia (bandiera)    | C     | Armando Castellazzi |
|    | Argentina (bandiera) | C     | Attilio Demaria     |
|    | Uruguay (bandiera)   | C     | Ricardo Faccio      |

| N. |                      | Ruolo | Calciatore            |
| -- | -------------------- | ----- | --------------------- |
|    | Italia (bandiera)    | C     | Alfredo Pitto         |
|    | Italia (bandiera)    | C     | Giovanni Battistoni   |
|    | Italia (bandiera)    | C     | Alfredo Mazzoni       |
|    | Italia (bandiera)    | A     | Giuseppe Meazza       |
|    | Italia (bandiera)    | A     | Eligio Vecchi         |
|    | Argentina (bandiera) | A     | Alfredo De Vincenzi   |
|    | Uruguay (bandiera)   | A     | Francesco Frione (II) |
|    | Italia (bandiera)    | A     | Remo Galli            |
|    | Uruguay (bandiera)   | A     | Roberto Porta         |